# Baka to Test to Shōkanjū
Baka to Test to Shōkanjū (バカとテストと召喚獣, lit. ‘Babaus, exàmens i criatures invocades’) és una novel·la lleugera japonesa escrita per Kenji Inoue i ilustrada per Yui Haga. Aquesta novel·la va ser publicada per Enterbrain de uny de 2007 fins a març de 2015.
Se'n va fer una adaptació a anime produïda per l'estudi Silver Link, la qual consta de dues temporades i una OVA. La primera temporada formada per 13 episodis es va emetre des del gener fins al març de 2010. L'OVA de 2 capítols anomenada Baka to Test to Shōkanjū: Matsuri es va emetre el febrer de 2011. La segona temporada, anomenada Baka to Test to Shōkanjū: Ni! formada per 13 capítols', es va emetre de juliol a setembre de 2011. Tota la sèrie es va emetre per primer cop a la cadena de televisió japonesa TV Tokio.
També se'n van fer diverses adaptacions de manga, publicades per Enterbrain a Famitsu Comic Clear i per l'editorial Kadokawa Shoten a la revista Shōnen Ace. Aquesta sèrie consta de diferents publicacions amb els títols de: Baka to Test to Shōkanjū, Baka to Test to Shōkanjū Ja i Baka to Test to Shōkanjū Spinout! Sore ga Bokura no Nichijō. En total la col·lecció està constituïda per 25 volums en format tankōbon.
El 13 desembre de 2012 es va comercialitzar un videojoc per la PSP titulat Baka to Test to Shōkanjū Portable.

## Sinopsi
La història gira entorn d'Akihisa Yoshii, també conegut com a baka (babau en japonès) i els seus companys de l'escola Fumizuki. Aquest col·legi es caracteritza pel fet que tots els seus alumnes són classificats en aules en funció de la nota que hagin obtingut en l'examen d'accés. Les classes es classifiquen de la A a la F en ordre de major a menor nota. Com més alt és el rang de la classe, millor són les instal·lacions i material d'estudi que tenen els alumnes, aquesta desigualtat és especialment notòria entre la classe A (la millor) i la F (la pitjor).
La trama gira entorn de com Akihisa Yoshii i els seus amics són inicialment classificats a la classe F a causa de les seves baixes notes. En observar les condicions infrahumanes a les quals es troba la seva aula i la diferència evident que hi ha amb la resta de classes decideixen declarar la guerra a aquests per poder aconseguir millors condicions.
L'Acadèmia Fumizuki dictamina les normes en les quals es pot produir aquesta guerra. Aquest institut té un sistema especial pel qual tots els estudiants poden cridar éssers invocats (Shōkanjū) Aquests éssers són capaços de lluitar quan un professor dona la seva aprovació, la força que tindrà l'ésser convocat depèn de les puntuacions que hagi obtingut l'alumne en la matèria impartida pel professor que aprova el combat (és a dir, Matemàtiques, Història, etc.) L'ésser invocat perdrà punts quan el colpeja un oponent, i si la seva puntuació arriba a zero, l'alumne quedarà desqualificat. És aleshores quan apareixerà el professor més temut i estricte del col·legi, en Soichi Nishimura, (anomenat "Home de ferro") el qual s'emportarà l'alumne derrotat per obligar-lo a fer classes de repàs.
La guerra s'acaba quan el representant d'una classe, l'estudiant amb més puntuació de la classe, és derrotat en una batalla. Si una classe de rang inferior és capaç de derrotar una classe de classificació més alta, tenen l'opció de canviar les instal·lacions de l'aula, donant a les classes de rang inferior l'oportunitat de demostrar-se i guanyar un equip millor.

## Mitjans

### Novel·les lleugeres
Baka to Test to Shōkanjū va començar com una sèrie de novel·les lleugeres escrita per Kenji Inoue, amb il·lustracions de Yui Haga. Enterbrain va publicar-ne 18 volums des del 29 de gener de 2007 al 30 de març de 2015 amb el seu segell Famitsu Bunko; 12 volums comprenen la història principal, mentre que els altres sis són col·leccions d'històries secundàries.

### Manga
Una adaptació en format manga anomenada Baka to Test to Shōkanjū (バカとテストと召喚獣), il·lustrada per Mosuke Mattaku i Yumeuta, es va serialitzar a la revista Shōnen Ace de l'editorial Kadokawa Shoten. Se'n van publicar 15 volums tankōbon des del 19 de desembre de 2009 al 26 de novembre de 2016.
Una altra adaptació del manga formada per 4 volums titulada Baka to Test to Shōkanjū Ja (バカとテストと召喚獣ぢゃ) i il·lustrada per Koizumi, es va publicar des del febrer de 2010 al gener de 2014 de la Shōnen Ace.
Una tercera adaptació al manga, titulada Baka to Test to Shōkanjū Spinout! Sore ga Bokura no Nichijō (バカとテストと召喚獣 SPINOUT! それが僕らの日常。) va ser il·lustrada per Namo i serialitzat a la revista en línia d'Enterbrain's Clear Comic i Famitsu. Consta de 6 volums.

### Sèrie d'anime
Una adaptació a anime de 13 episodis produïda per l'estudi d'animació Silver Link, escrita per Katsuhiko Takayama i dirigida per Shin Oonuma es va emetre al Japó entre el 7 de gener i el 31 de març de 2010.
L'OVA titulada Baka to Test to Shōkanjū: Matsuri contenia 2 capítols, que es van publicar en Blu-ray i DVD del 23 de febrer de 2011 al 30 de març de 2011.
Una segona temporada de l'anime titulat Baka to Test to Shōkanjū: Ni! es va emetre al Japó entre el 8 de juliol i el 30 de setembre de 2011.
L'opening de la primera temporada d'anime és "Perfect-area Complete!" de Natsuko Aso, composta per Kenichi Maeyamada. L'ending és "Baka Go Home" de Milktub i BakaTest All Stars i el segon ending és "Hare Tokidoki Egao" d'Hitomi Harada, Kaori Mizuhashi, Emiri Katou i Tomomi Isomura. Per als OVAs de Matsuri, l'opening és "Ren'ai Kōjō Committee" (恋愛向上committee) de Natsuko Aso, i l'ending és "Getsuyō wa Kirai" (月曜はキライ) de Milktub. Per a la segona temporada d'anime, l'opening és "Kimi+Nazo+Watashi de Jump!!" (君+謎+私でJUMP!!) de Larval Stage Planning, i l'ending és "Eureka Baby" (エウレカベイビー) de Natsuko Aso.

### Videojoc
El videojoc per la PSP titulat Baka to Test to Shōkanjū Portable va sortir a la venda el 13 de desembre de 2012 en dos formats, una edició estàndard i una edició limitada per a col·leccionistes, ambdós formats només es van comercialitzar al Japó. El joc consta de nou personatges seleccionables: Akihisa, Mizuki, Minami, Yuuji, Hideyoshi, Kouta, Shouko, Yuuko i Miharu, amb històries individuals pròpies. Al principi, només es poden triar per defecte Akihisa, Yuuji, Hideyoshi i Kouta. Per desbloquejar els altres cinc personatges, primer s'ha de jugar als altres quatre en mode història.
A Baka to Test to Shōkanjū Portable, el director de l'Acadèmia Fumizuki, Tōdo Kaworu, ha implementat un nou sistema de convocatòria en què els estudiants posen a prova la seva sort i habilitats. Si un estudiant pot guanyar tres etapes seguides, podrà escollir un premi de la seva elecció.